# Upplands runinskrifter 141
Upplands runinskrifter 141 är en försvunnen vikingatida runsten av granit som funnits i Fittja, Täby socken och Täby kommun. Stenen har slagits sönder och endast ett litet fragment bevarades. Även detta fragment är emellertid nu försvunnet. Stenen har säkert utgjort ett monument tillsammans med U 133. De är båda resta av Gudlög till minne av hennes son Holme som dog i "Langbardaland". Med Langbardaland avses troligen nuvarande Italien.

## Inskriften
Translitterering av runraden:
[kuþluk × lit · raisa · staina · at · hulma · sun · sin · han · to · a · lank·barþa·lanti ×]
Normalisering till runsvenska:
Guðlaug let ræisa stæina at Holma, sun sinn. Hann do a Langbarðalandi.
Översättning till nusvenska:
Gudlög lät resa stenarna efter Holme, sin son. Han dog i Langbardaland.